# Alexandre Pantoja
Pour les articles homonymes, voir Pantoja (homonymie).
Alexandre Pantoja Passidomo, né le 16 avril 1990 à Arraial do Cabo au Brésil, est un pratiquant brésilien d'arts martiaux mixtes (MMA) et actuel Champion des poids mouches de l'UFC depuis 2023.

## Parcours en arts martiaux mixtes
(janvier 2024).

### The Ultimate Fighter: Tournoi des Champions
Le 11 mai 2016, l'UFC a annoncé que les 16 concurrents pour la saison de ce TUF seraient des combattants champions poids mouche de diverses organisations du monde entier. Le vainqueur devait se battre pour le titre poids mouche contre Demetrious Johnson. Le casting a été annoncé le 20 juillet. Les entraîneurs de la saison étaient les anciens challengers de la ceinture des poids mouches, Joseph Benavidez et Henry Cejudo. Pantoja appartenait à l'équipe Cejudo.
Il est classé n°1 dans l'équipe Cejudo et fait son premier combat contre le n°16 de l'équipe Benavidez, Brandon Moreno. Les deux sont venus interagir[pas clair] au sein de la maison, même si Pantoja parlait portugais et Brandon Moreno parlait espagnol, la similitude entre les langues facilitait la communication. Dans le combat, Alexandre Pantoja a battu Brandon Moreno par soumission au deuxième tour. Avec cette victoire, Pantoja accède aux quarts de finale de l'émission de téléréalité.
Pantoja a affronté Kai Kara-France, membre de l'équipe Cejudo, en quarts de finale. Il le bat par décision unanime et se qualifie pour les demi-finales.
Pantoja affronte Hiromasa Ougikubo en demi-finale du tournoi, et est battu par décision unanime. Il annonce rapidement qu'il a signé un contrat avec l'UFC.

### Ultimate Fighting Championship
Alexandre a fait ses débuts promotionnels le 28 janvier 2017 à l'UFC sur Fox 23 contre Eric Shelton. Il a remporté le combat par décision partagée.
Pantoja a affronté Neil Seery le 16 juillet 2017 à l'UFC Fight Night 113. Il a remporté le combat par soumission au troisième tour.
Pantoja a affronté Dustin Ortiz le 20 janvier 2018 à l'UFC 220. Il a perdu le combat par décision unanime.
Pantoja a affronté Brandon Moreno le 19 mai 2018 à l'UFC Fight Night 129. Il a remporté le combat par décision unanime.
Pantoja a affronté Ulka Sasaki le 17 novembre 2018 à l'UFC Fight Night 140. Il a remporté le combat par soumission d'étranglement arrière au premier tour.
Pantoja a affronté Wilson Reis le 13 avril 2019 à l'UFC 236. Il a remporté le combat par TKO (KO Technique) au premier tour.
Pantoja a affronté Deiveson Figueiredo le 27 juillet 2019 à l'UFC 240. Il a perdu le combat par décision unanime. Ce combat lui a valu la prime du Combat de la Nuit.
Pantoja a affronté Matt Schnell le 21 décembre 2019 à l'UFC Fight Night 165. Il a remporté le combat par KO au premier tour. Cette victoire lui a valu sa première prime bonus de Performance de la Nuit.
Pantoja a affronté Askar Askarov à l'UFC Fight Night 172 le 19 juillet 2020. Il a perdu par décision unanime.
On s'attendait à ce que Pantoja affronte le nouveau venu promotionnel et l'ancien champion des poids coq Rizin FF Manel Kape le 19 décembre 2020 à l'UFC Fight Night 183. Mais Pantoja s'est retiré du combat début décembre pour des raisons inconnues. Le combat a finalement eu lieu le 6 février 2021 à l'UFC Fight Night 184. Il l'a remporté par décision unanime.
Pantoja a affronté Brandon Royval le 21 août 2021 à l'UFC sur ESPN 29. Il a remporté le combat via un étranglement arrière au deuxième tour. Avec cette victoire, Pantoja a remporté la prime Performance de la Nuit. Pantoja était censé se battre pour le titre des poids mouches de l'UFC, mais une blessure au genou l'a forcé à renoncer.
Pantoja a affronté Alex Perez le 30 juillet 2022 à l'UFC 277. Il a remporté le combat via une soumission d'écrasement de mâchoire au début du premier tour. Cette victoire lui a également valu sa troisième prime de Performance de la Nuit.

### Champion poids mouche de l'UFC
Pantoja a affronté Brandon Moreno le 8 juillet 2023 à l'UFC 290 pour le championnat UFC Flyweight. Il est sorti victorieux par décision partagée, remportant le combat et le titre. Ce combat lui a valu une prime de Combat de la Nuit.
Lors de sa première défense de titre, Pantoja a affronté Brandon Royval lors d'un match revanche le 16 décembre 2023 à l'UFC 296. Il a défendu avec succès son titre, remportant le combat par décision unanime.
Il défend une nouvelle fois son titre lors de l'UFC 301, le 4 mai 2024 contre Steve Erceg. Il parvient à décrocher la victoire par décision unanime sous les yeux du public brésilien à la Jeunesse Arena à Rio de Janeiro.
Le 7 décembre 2024, lors de l'UFC 310, il défend une troisième fois son titre de champion des poids mouches (-57kg) contre un nouveau venu dans l'organisation, Kai Asakura, ancien double champion des poids coqs (-61kg) de l'organisation japonaise de MMA Rizin (en). Pantoja remporte le combat par un étranglement arrière au deuxième round. Ce combat lui rapporte une quatrième prime de Performance de la Nuit.

## Palmarès en arts martiaux mixtes
| 35 combats     | 30 victoires | 5 défaites |
| Par KO         | 8            | 0          |
| Par soumission | 12           | 0          |
| Sur décision   | 10           | 5          |

| Résultat | Record | Adversaire      | Méthode                           | Événement                           | Date             | Round | Temps | Lieu                          | Notes                                                                 |
| -------- | ------ | --------------- | --------------------------------- | ----------------------------------- | ---------------- | ----- | ----- | ----------------------------- | --------------------------------------------------------------------- |
| Victoire | 30-5   | Kai Kara-France | Soumission (étranglement arrière) | UFC 317 : Topuria contre Oliveira   | 28 juin 2025     | 3     | 1:55  | Las Vegas, Nevada, États-Unis | Défend le titre des poids mouches de l’UFC.                           |
| Victoire | 29-5   | Kai Asakura     | Soumission (étranglement arrière) | UFC 310                             | 7 décembre 2024  | 2     | 2:05  | Las Vegas, Nevada, États-Unis | Défend le titre des poids mouches de l’UFC. Performance de la soirée. |
| Victoire | 28-5   | Steve Erceg     | Décision unanime                  | UFC 301                             | 4 mai 2024       | 5     | 5:00  | Rio de Janeiro, Brésil        | Défend le titre des poids mouches de l’UFC.                           |
| Victoire | 27-5   | Brandon Royval  | Décision unanime                  | UFC 296                             | 16 décembre 2023 | 5     | 5:00  | Las Vegas, Nevada, États-Unis | Défend le titre des poids mouches de l’UFC.                           |
| Victoire | 26-5   | Brandon Moreno  | Décision partagée                 | UFC 290                             | 8 juillet 2023   | 5     | 5:00  | Las Vegas, Nevada             | Remporte le titre des poids mouches de l’UFC. Combat de la soirée.    |
| Victoire | 25-5   | Alex Perez      | Soumission (clé de mâchoire)      | UFC 277                             | 30 juillet 2022  | 1     | 1:31  | Dallas, Texas, États-Unis     | Performance de la soirée.                                             |
| Victoire | 24-5   | Brandon Royval  | Soumission (étranglement arrière) | UFC on ESPN: Cannonier vs. Gastelum | 21 août 2021     | 2     | 1:46  | Las Vegas, Nevada, États-Unis | Performance de la soirée.                                             |